# Matollera xerraire
La matollera xerraire (Atrichornis clamosus) és una espècie d'ocell de la família dels atricornítids (Atrichornithidae) que habita la malesa de dues petites zones del sud-oest d'Austràlia Occidental.